# Stichopogon maroccanus
Stichopogon maroccanus är en tvåvingeart som först beskrevs av Becker 1913.  Stichopogon maroccanus ingår i släktet Stichopogon och familjen rovflugor. Inga underarter finns listade i Catalogue of Life.